# Nekrašas
Nekrašas ist ein litauischer männlicher Familienname.

## Weibliche Formen
- Nekrašaitė (ledig)
- Nekrašienė (verheiratet)

## Namensträger
- Justinas Nekrašas (1927–1997), sowjetlitauischer Ingenieur und  sowjetischer Politiker, Vizeminister der Energiewirtschaft
- Visvaldas Nekrašas (* 1958 in Kelmė), Politiker, Seimas-Mitglied